# Metro (sistema de transporte)

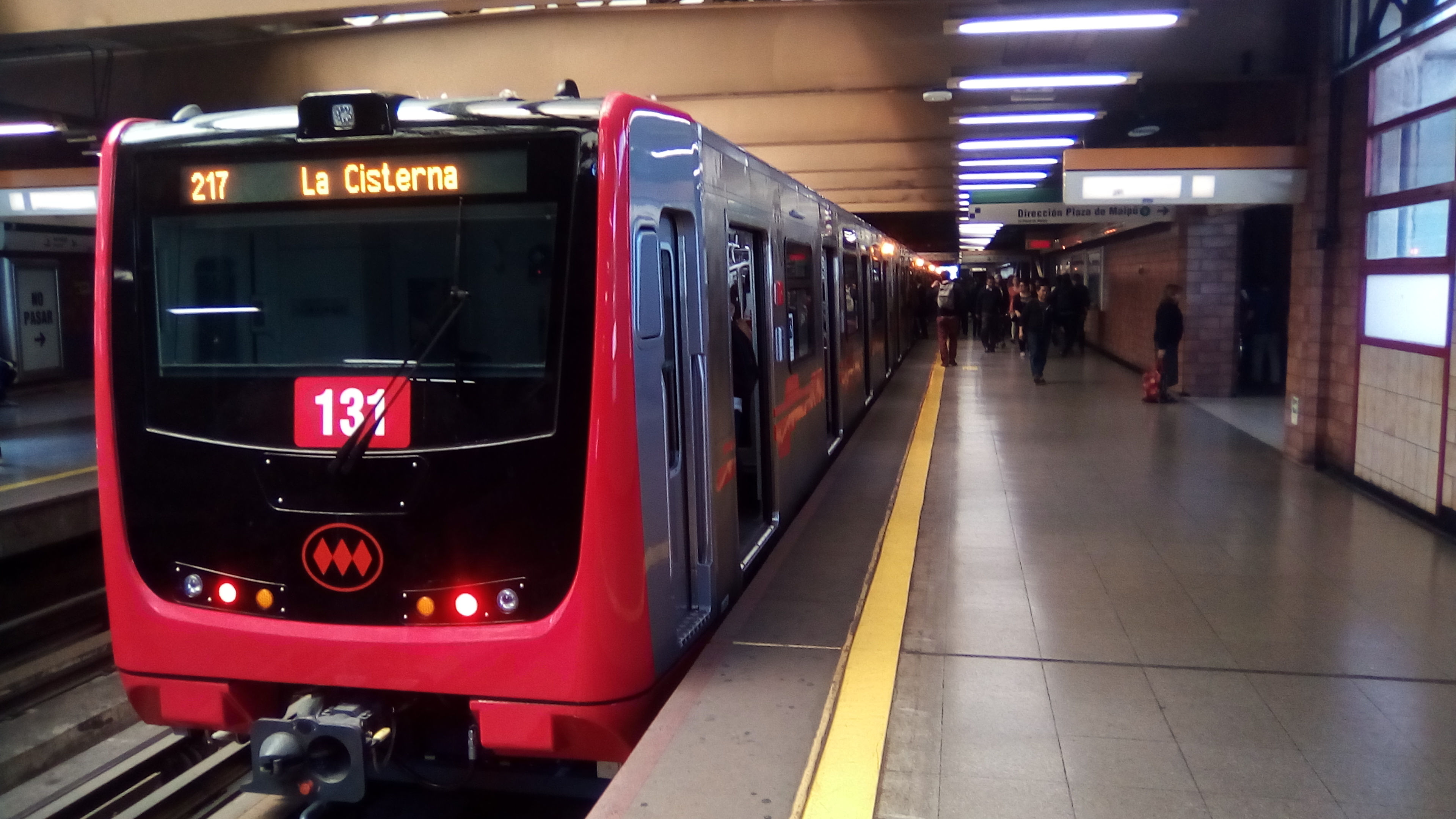
Estación Santa Ana, en la Línea 2 del Metro de Santiago.

Redes de metro en el mundo:
Metro en una ciudad
Metro en dos o más ciudades
Metro en construcción
Metro planificado
Sin metro

El metro (acortamiento de metropolitano), también llamado subte (acortamiento de subterráneo) en Argentina, es un sistema ferroviario urbano ubicado dentro de una ciudad y su área metropolitana. Se caracteriza por ser un transporte masivo de pasajeros en las grandes ciudades, uniendo diversas zonas y sus alrededores, con alta capacidad y frecuencia y de forma segregada a otros sistemas de transporte. Los ferrocarriles metropolitanos se construyen de forma subterránea o en superficie, aunque la mayoría de sistemas utilizan modelos mixtos donde se combinan tramos en ambas modalidades. Estos sistemas operan distintas líneas que componen una red, deteniéndose en estaciones no muy distanciadas entre sí y ubicadas a intervalos generalmente regulares. 
El metro es un sistema de transporte más rápido y con mayor capacidad que el tranvía o el tren ligero, pero no es tan rápido ni cubre distancias de largo alcance como el tren suburbano o de cercanías. Es indiscutible su capacidad para transportar grandes cantidades de personas en distancias cortas con rapidez, con un uso mínimo del suelo. Pese a que la tendencia expansiva de las redes de metro de las grandes ciudades las ha llevado a conectar con otros núcleos de población periféricos del área metropolitana, el tipo de servicio que prestan sigue siendo perfectamente independiente y distinguible del que prestan otros sistemas de transporte ferroviarios.

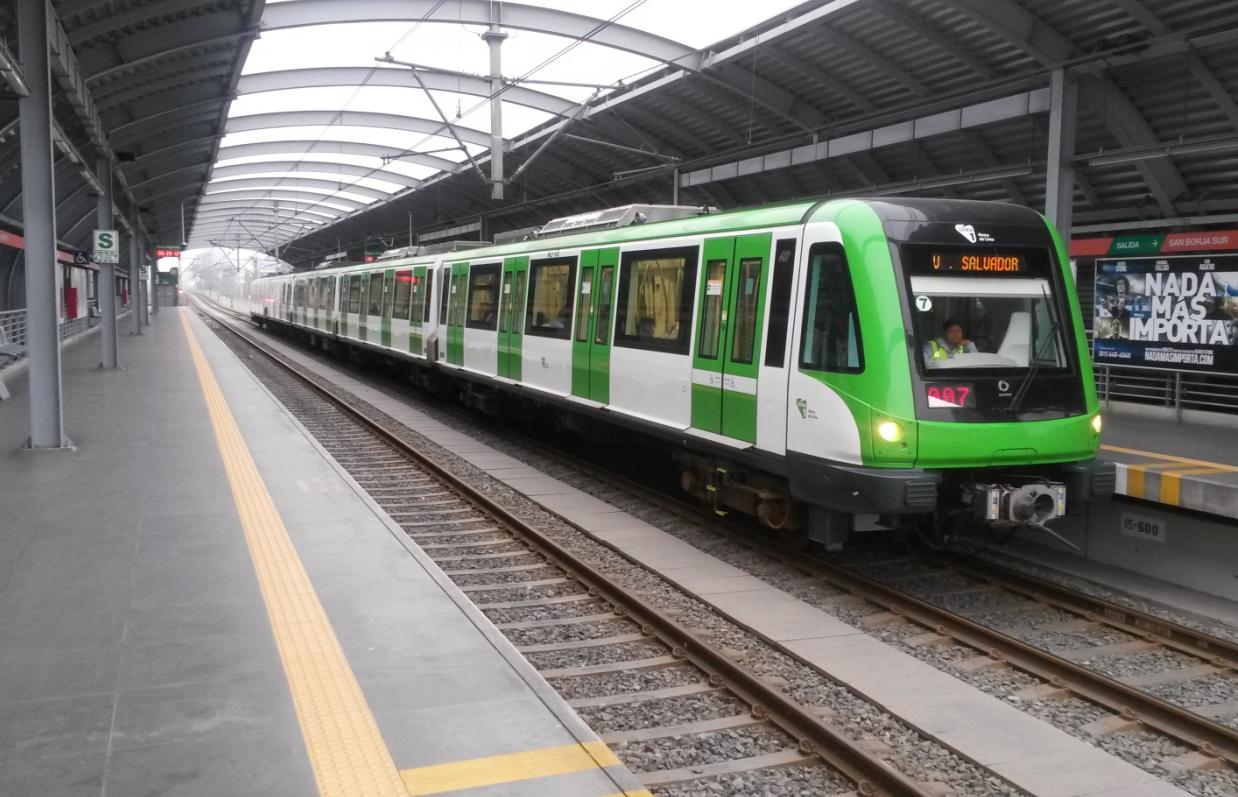
Vista del Metro de Lima - Estación San Borja Sur
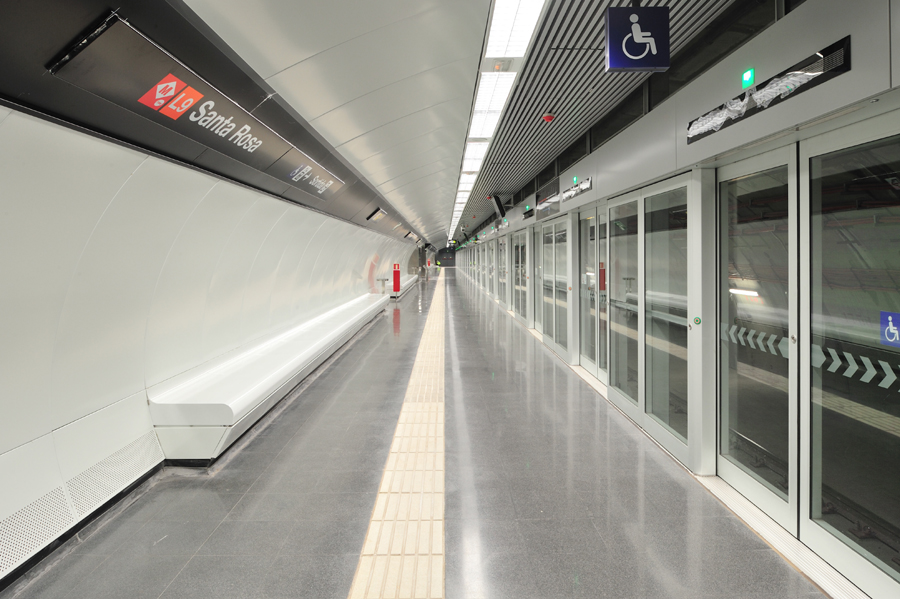
Estación del Metro de Barcelona con puertas de andén.
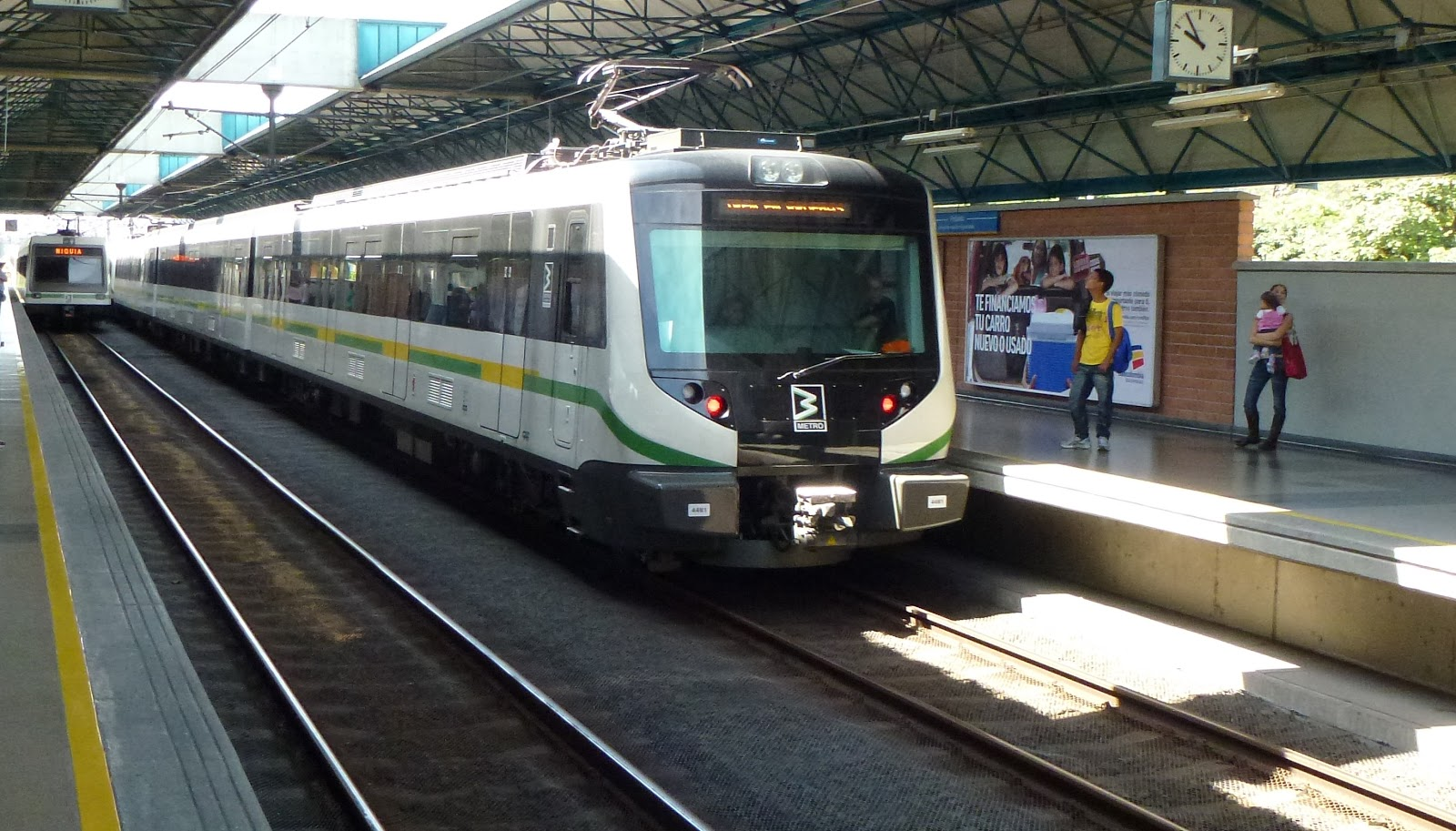
Metro de Medellín, en Colombia.

## Terminología

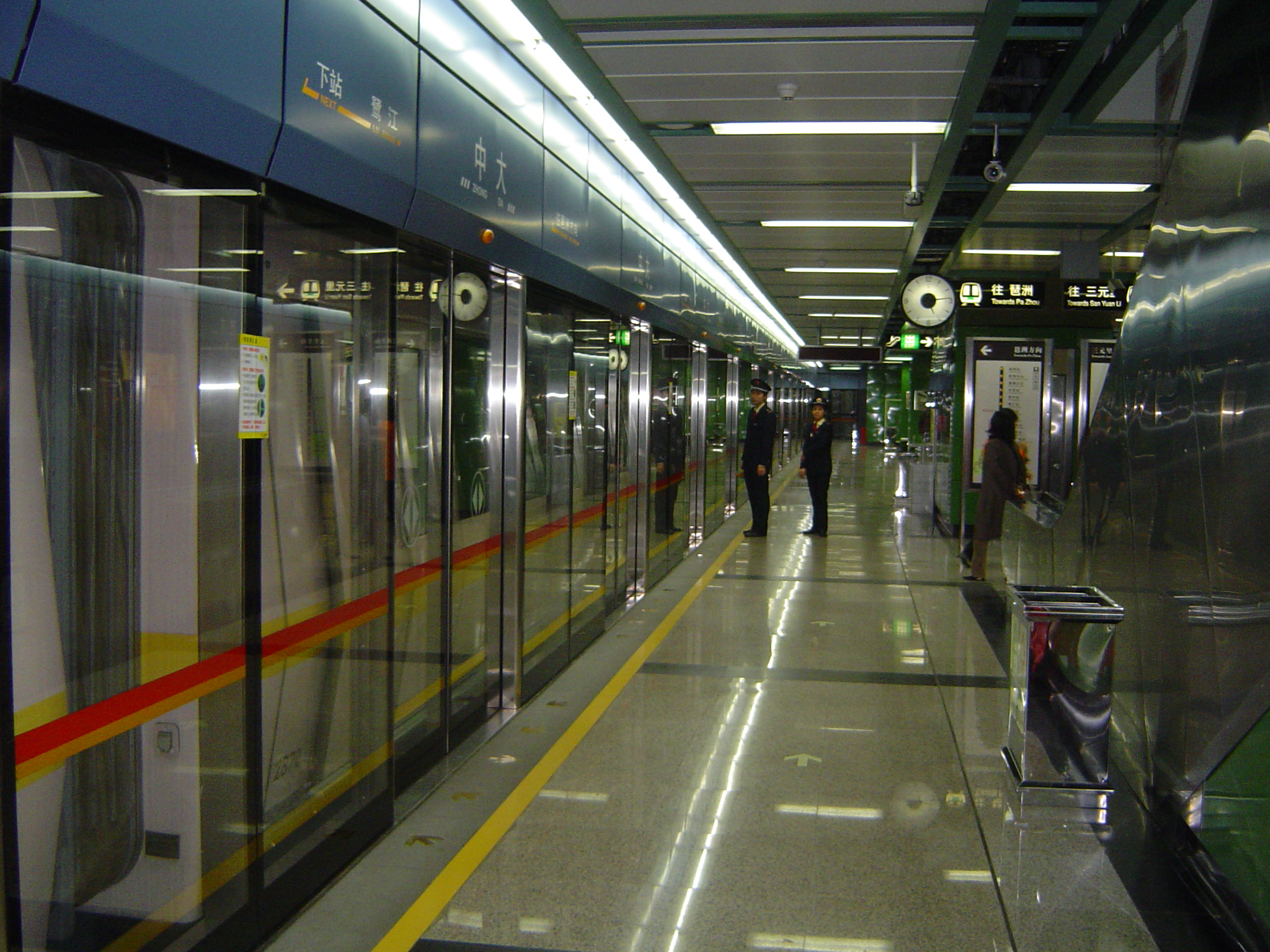
Plataforma de la estación de metro de la universidad Sun Yat-sen en la antigua línea en Guangzhou, China.

La denominación más común a lo largo del mundo para este medio de transporte es «metro», apócope de «metropolitano» (del latín metropolitānus). Sus orígenes están en el Metropolitan Railway (actualmente Metropolitan Line) del Metro de Londres y en el Chemin de fer metrópolitain de París, que se terminó por abreviar simplemente en «metro». Este vocablo se extendió y terminó siendo de uso común en otros países de Europa como España, Italia, Portugal, Polonia o Hungría. 
En América el término más común es también «metro», en especial en la mayoría de zonas de habla hispana y portuguesa; aunque en Argentina se usa el vocablo «subte» —acortamiento de «subterráneo»— en alusión a su nombre original Subterráneo de Buenos Aires. En algunas partes de Estados Unidos y Canadá también es habitual el término subway. 
Sin embargo hay otros países donde son más comunes otras formas de llamar a este medio de transporte. En Londres el nombre oficial es «Underground», mientras que en los países escandinavos se le conoce como T-Bana (Estocolmo) o T-Bane (Oslo). En Alemania la forma más extendida es «U-Bahn» (por Untergrundbahn, subterráneo). En Manila, Singapur y Taipéi se le llama MRT (Mass Transit Railway).

## Historia
En 1843, el inglés Charles Pearson propuso, como parte de un plan de mejora para la ciudad de Londres, abrir túneles subterráneos con vías férreas. En 1853, tras diez años de debates, el parlamento inglés autorizó la propuesta y en 1860 comenzó la construcción: el 10 de enero de 1863 abrió la primera línea de metro con locomotoras de vapor. El primer metro del mundo fue el subterráneo de Londres (denominado Metropolitan Railway), inaugurado en 1863 con seis kilómetros de longitud. En años sucesivos fue extendiéndose, de forma que en 1884 formaba un anillo de aproximadamente 20 kilómetros. A continuación se le añadieron líneas radiales, en parte a cielo abierto y en parte del túnel, para constituir el Metropolitan and District Railway. Las locomotoras eran de vapor. Posteriormente se comenzó la excavación de túneles en forma de tubo (de allí la denominación inglesa Tube) y se electrificaron las líneas.
La siguiente ciudad en tener metro fue Nueva York, cuya línea más antigua, que estaba totalmente separada del tráfico, la West End de la BMT, estuvo en uso desde el mismo año que el Subterráneo de Londres: 1863.
En 1896, Budapest (con la inauguración de la línea de Vörösmarty Tér a Széchenyi Fürdő, de cinco kilómetros) y Glasgow (con un circuito cerrado de 10 km) fueron las siguientes ciudades europeas en disponer de metro. La tecnología se extendió rápidamente a otras ciudades en Europa y luego a Estados Unidos, donde se ha construido un elevado número de sistemas.
A partir del siglo XX comenzó la expansión por Latinoamérica, Oceanía, África y Asia, donde el crecimiento ha sido más grande en los últimos años. Más de 160 ciudades tienen sistemas de tránsito rápido, con un total de más de 8000 km de vías y 7000 estaciones. Otras veinticinco ciudades tenían nuevos sistemas en construcción en 2009.
La apertura del Metropolitan Railway a vapor de Londres en 1863 marcó el comienzo del tránsito rápido. Las experiencias iniciales con las máquinas de vapor, a pesar de la ventilación, fueron desagradables. Los experimentos con ferrocarriles neumáticos fracasaron en su adopción generalizada por parte de las ciudades. La tracción eléctrica era más eficiente, más rápida y más limpia que el vapor y la elección natural para los trenes que circulaban por túneles y demostró ser superior para los servicios elevados.
En 1890, el City & South London Railway fue el primer ferrocarril de tránsito rápido de tracción eléctrica, que también era completamente subterráneo. Antes de la apertura, la línea se llamaría "City and South London Subway", introduciendo así el término Subway en la terminología ferroviaria.  Ambos ferrocarriles, junto con otros, finalmente se fusionaron en el Metro de Londres. El Liverpool Overhead Railway de 1893 fue diseñado para utilizar tracción eléctrica desde el principio.
La tecnología se extendió rápidamente a otras ciudades de Europa, Estados Unidos, Argentina y Canadá, y algunos ferrocarriles se convirtieron de vapor y otros se diseñaron para ser eléctricos desde el principio. Budapest, Chicago, Glasgow y la ciudad de Nueva York, todos servicios ferroviarios eléctricos convertidos o especialmente diseñados y construidos.
Los avances en la tecnología han permitido nuevos servicios automatizados. También han evolucionado soluciones híbridas, como el tranvía-tren y el premetro, que incorporan algunas de las características de los sistemas de tránsito rápido. En respuesta al costo, las consideraciones de ingeniería y los desafíos topológicos, algunas ciudades han optado por construir sistemas de tranvía, particularmente en Australia, donde la densidad en las ciudades era baja y los suburbios tendían a extenderse.  Desde la década de 1970, la viabilidad de los sistemas de trenes subterráneos en las ciudades australianas, particularmente Sídney y Melbourne, ha sido reconsiderada y propuesta como una solución al exceso de capacidad. La primera línea del Metro de Sídney, el primer sistema de tránsito rápido de Australia, se inauguró en 2019.
Desde la década de 1960, se introdujeron muchos sistemas nuevos en Europa, Asia y América Latina. En el siglo XXI, la mayoría de las nuevas expansiones y sistemas se ubican en Asia, con China convirtiéndose en el líder mundial en expansión de metro, operando algunos de los sistemas más grandes y concurridos mientras posee casi 60 ciudades que están operando, construyendo o planificando un rápido sistema de tránsito.

## Operación
El transporte rápido se utiliza para el transporte local en ciudades , aglomeraciones y áreas metropolitanas para transportar a un gran número de personas, a menudo distancias cortas y con alta frecuencia . El alcance del sistema de tránsito rápido varía mucho entre ciudades, con varias estrategias de transporte.
Algunos sistemas pueden extenderse sólo hasta los límites del centro de la ciudad o hasta su anillo interior de suburbios con trenes que hacen paradas frecuentes en las estaciones. A los suburbios exteriores se puede llegar mediante una red de trenes de cercanías separada , donde las estaciones más espaciadas permiten velocidades más altas. En algunos casos, las diferencias entre el transporte rápido urbano y los sistemas suburbanos no están claras.
Los sistemas de tránsito rápido pueden complementarse con otros sistemas como trolebuses , autobuses regulares , tranvías o trenes de cercanías. Esta combinación de modos de tránsito sirve para compensar ciertas limitaciones del tránsito rápido, como paradas limitadas y largas distancias a pie entre puntos de acceso externos. Los sistemas de alimentación de autobuses o tranvías transportan a las personas a paradas de tránsito rápido.

### Líneas
Cada sistema de tránsito rápido consta de una o más líneas o circuitos. Cada línea cuenta con al menos una ruta específica y los trenes paran en todas o algunas de las estaciones de la línea. La mayoría de los sistemas operan varias rutas y las distinguen por colores, nombres, numeración o una combinación de ellos. Algunas líneas pueden compartir vías entre sí durante una parte de su ruta u operar únicamente en su propio derecho de paso. A menudo, una línea que atraviesa el centro de la ciudad se bifurca en dos o más ramales en los suburbios, lo que permite una mayor frecuencia de servicio en el centro. Esta disposición es utilizada por muchos sistemas, como el Metro de Copenhague , el Metro de Milán , el Metro de Oslo , el Metro de Estambul y el Metro de Nueva York .
Alternativamente, puede haber una única terminal central (a menudo compartida con la estación central de trenes) o múltiples estaciones de intercambio entre líneas en el centro de la ciudad, por ejemplo en el Metro de Praga . El metro de Londres y el metro de París son sistemas densamente construidos con una matriz de líneas que se entrecruzan por todas las ciudades. La 'L' de Chicago tiene la mayoría de sus líneas convergiendo en The Loop , la principal zona empresarial, financiera y cultural. Algunos sistemas tienen una línea circular alrededor del centro de la ciudad que conecta con líneas exteriores dispuestas radialmente, como la línea Koltsevaya del metro de Moscú y la línea 10 del metro de Beijing .
La capacidad de una línea se obtiene multiplicando la capacidad de los vagones, la longitud del tren y la frecuencia del servicio . Los trenes pesados de tránsito rápido pueden tener de seis a doce vagones, mientras que los sistemas más ligeros pueden utilizar cuatro o menos. Los vagones tienen una capacidad de 100 a 150 pasajeros, que varía según la proporción de personas sentadas y de pie : cuanto más de pie, mayor capacidad. El intervalo de tiempo mínimo entre trenes es más corto para el tránsito rápido que para los ferrocarriles principales debido al uso de control de trenes basado en comunicaciones : el intervalo mínimo puede alcanzar los 90 segundos, pero muchos sistemas suelen utilizar 120 segundos para permitir la recuperación de retrasos. Las líneas de capacidad típica permiten 1.200 personas por tren, lo que supone 36.000 pasajeros por hora en cada dirección . Sin embargo, en Asia Oriental se alcanzan capacidades mucho mayores, con rangos de 75.000 a 85.000 personas por hora alcanzadas por las líneas urbanas de MTR Corporation en Hong Kong.

### Topologías de Red
Las topologías de Metro están determinadas por una gran cantidad de factores, incluidas barreras geográficas, patrones de viaje existentes o esperados, costos de construcción, políticas y limitaciones históricas. Se espera que un sistema de metro atienda un área de tierra con un conjunto de líneas , que constan de formas resumidas como formas o bucles "I", "L", "U", "S" y "O". Las barreras geográficas pueden causar puntos críticos donde las líneas de transporte deben converger (por ejemplo, para cruzar una masa de agua), que son sitios potenciales de congestión pero que también ofrecen una oportunidad para transbordos entre líneas. Las líneas circulares brindan una buena cobertura, se conectan entre las líneas radiales y sirven viajes tangenciales que de otro modo tendrían que cruzar el núcleo típicamente congestionado de la red. Un patrón de cuadrícula aproximado puede ofrecer una amplia variedad de rutas y al mismo tiempo mantener una velocidad y frecuencia de servicio razonables. Un estudio de los 15 sistemas de metro más grandes del mundo sugirió una forma universal compuesta por un núcleo denso del que parten ramas. 
| |
| Línea, e.g. Almaty, Baltimore, Cleveland, Daca, Ekaterimburgo, Gwangju, Hiroshima, Honolulu, Esmirna, Yakarta, Kazán, Lima, Maracaibo, Quito, Sídney, Valencia (Venezuela) |

| |
| Cruz, e.g. Atlanta, Bangalore, Incheon, Kaohsiung, Kioto, Nagpur, Nizhny Novgorod, Ciudad de Panamá, Philadelphia (SEPTA), Pionyang, Sendai, Varsovia |

|                                                                                                   |
| en Forma de X o árbol, e.g. Ámsterdam, Argel, Bilbao, Bruselas, Estocolmo,Helsinki, San Francisco |

| |
| Dos caminos cruzados (Vejiga Radial), e.g. , Chennai, Dubái, El Cairo, Lille, Marsella, Monterrey, Montreal, Nanchang, Núremberg, Róterdam, Toronto |

| |
| Secante, e.g. Atenas, Budapest, Busan, Guadalajara, Járkov, Lisboa, Milán, Múnich, Philadelphia (incluido PATCO), Praga, Roma, São Paulo, Tashkent |

| |
| Radial, e.g. Boston, Budapest, Buenos Aires, Chicago, Doha, Daegu, Kiev, Los Ángeles, Sapporo, Teherán, Washington D. C. |

|                        |
| Circular, e.g. Glasgow |

| |
| Radial Circular, e.g. Bangkok, Bucarest, Chengdu, Chongqing, Copenhague, Delhi, Hamburgo, Londres, Madrid, Moscú, Nagoya, París, Pekín, Seúl, Shanghái, Singapur, Tokio, Zhengzhou |

| |
| Cuadrícula compleja, e.g. Barcelona,Bombay, Berlín, Cantón, Hangzhou, Hong Kong, Ciudad de México, Milán, Nankín, Nueva York, Osaka, Shenzhen, Taipéi, Tianjin, Viena, Wuhan |

|                                                   |
| Círculo Extendido, e.g. Nápoles, Newcastle, Sofía |

### Información al pasajero
Los operadores de transporte rápido tienden a crear marcas sólidas, centradas en su fácil identificación en el entramado urbano y el deseo de transmitir velocidad, seguridad y autoridad.
Un mapa de tránsito es un mapa topológico o diagrama esquemático que se utiliza para mostrar las rutas y estaciones de un sistema de transporte público. Sus componentes principales son líneas codificadas por colores para indicar cada línea o servicio, con íconos con nombre para indicar las estaciones. Los mapas pueden mostrar únicamente el tránsito rápido o incluir también otros medios de transporte público. Los mapas de tránsito se pueden encontrar en los vehículos de tránsito, en los andenes y en las entradas de las estaciones, así como en los sitios web de los operadores. Estos ayudan a los usuarios a comprender las conexiones entre diferentes partes del sistema; por ejemplo, muestran las estaciones de intercambio donde los pasajeros pueden realizar transbordos entre líneas. A diferencia de los mapas convencionales, los mapas de tránsito no suelen ser geográficamente precisos, sino que enfatizan las conexiones entre las diferentes estaciones. La presentación gráfica puede utilizar líneas rectas y ángulos fijos y, a menudo, una distancia fija entre estaciones, para simplificar la visualización de la red de transporte. Por lo general, esto tiene el efecto de comprimir la distancia entre estaciones en el área exterior del sistema y ampliar las distancias entre aquellas cercanas al centro. En ciudades muy turísticas, es común ver los monumentos principales reflejados en los mapas, para una fácil identificación por parte del turista.
Algunos sistemas asignan códigos alfanuméricos únicos a cada una de sus estaciones para ayudar a los viajeros a identificarlas, lo que codifica brevemente información sobre la línea en la que se encuentra y su posición en la línea. Por ejemplo, en el MRT de Singapur, la estación MRT del aeropuerto de Changi tiene el código alfanumérico CG2, que indica su posición como la segunda estación en el ramal del aeropuerto de Changi de la línea Este Oeste. El Metro de Seúl, en cambio, utiliza únicamente números. Según el número de línea, por ejemplo, la estación Sinyongsan, tiene código de estación 429. Al estar en la Línea 4, el primer número es 4. Los últimos 2 números son el número de estación en esa línea. Aun así, este código no es único ya que las estaciones de intercambio suelen tener tantos identificadores como líneas. Así, la estación Raffles Place MRT, en la que confluyen las líneas Norte Sur y Este Oeste, tiene dos códigos, NS26 y EW14. En otras ocasiones, el sistema de identificación es independiente de la línea, permitiendo así numerar las estaciones con un único código para cada una. como el tranvía de Melbourne.
Con el uso generalizado de Internet y los teléfonos móviles en todo el mundo, los operadores de transporte ahora utilizan estas tecnologías para presentar información a sus usuarios. Además de mapas y horarios en línea, algunos operadores de transporte ofrecen información en tiempo real que permite a los pasajeros saber cuándo llegará el próximo vehículo y los tiempos de viaje previstos. El formato de datos GTFS, estandarizado para información de tránsito, permite a muchos desarrolladores de software de terceros producir programas de aplicaciones web y para teléfonos inteligentes que brindan a los pasajeros actualizaciones personalizadas sobre líneas de tránsito y estaciones de interés específicas.

### Seguridad y protección
Los operadores de transporte rápido a menudo han creado marcas sólidas , a menudo centradas en el fácil reconocimiento (para permitir una identificación rápida incluso en la amplia gama de señales que se encuentran en las grandes ciudades), combinadas con el deseo de comunicar velocidad, seguridad y autoridad. En muchas ciudades existe una única imagen corporativa para toda la autoridad de tránsito, pero el tránsito rápido utiliza su propio logo que se adapta al perfil.

## Infraestructura
La mayoría de los trenes de ferrocarriles metropolitanos son de unidades de tren eléctricas, con longitudes de dos a más de diez coches. La electricidad para las motorizaciones eléctricas es provista por un tercer carril o catenaria. Otro sistema de propulsión en algunos trenes es el motor lineal.
La mayoría circulan en vías férreas de acero convencionales, aunque algunos utilizan neumáticos de goma, como el Metro de Montreal. Los neumáticos de goma posibilitan circular por pendientes empinadas, pero generan mucho ruido, tienen mayores costes de mantenimiento y son menos eficientes energéticamente. También pierden la fricción cuando las condiciones climáticas son húmedas o heladas, estando limitado su uso en superficie en el Metro de Montreal.
El tamaño de la tripulación ha disminuido a través de la historia con algunos sistemas modernos con plena operación automática del tren (ATO) (como los sistemas VAL, SAET, el sistema de AnsaldoBreda o el SelTrac) que permiten el funcionamiento del tren sin conductor. Algunas redes que utilizan este sistema son el Metro de Copenhague, el Metro de Rennes, el Docklands Light Railway de Londres, las líneas 1 y 14 del Metro de París, las líneas 9, 10 y 11 del Metro de Barcelona, las líneas 4, 6, 15 y 17 del Metro de Sao Paulo y las líneas 3 y 6 del Metro de Santiago de Chile. Otros trenes siguen teniendo conductores, aun cuando su único papel es abrir y cerrar las puertas de los trenes en las estaciones, como el Tren Urbano de San Juan y el Metro de Santiago de Chile.[cita requerida]
En algunos sistemas metropolitanos se utiliza el esquema de medición neta, como en el caso de España, para no derrochar electricidad.[cita requerida]
La red del Metro de Tokio se compone de 13 líneas, sin incluir la red de trenes urbanos y suburbanos (cercanías) de Japan Railways (JR), entre la que vale destacar la línea Yamanote, la vía férrea de mayor tráfico y comunica los 23 distritos especiales de la urbe.

### Trenes
La mayoría de los trenes de tránsito rápido son unidades múltiples eléctricas con longitudes de tres a más de diez vagones. El tamaño de las tripulaciones ha disminuido a lo largo de la historia, con algunos sistemas modernos que ahora funcionan con trenes sin personal. Otros trenes siguen teniendo maquinistas, aunque su única función en el funcionamiento normal es abrir y cerrar las puertas de los trenes en las estaciones. La energía es comúnmente entregada por un tercer riel o por cables aéreos . Toda la red del metro de Londres utiliza el cuarto carril y otras utilizan el motor lineal para la propulsión.
Algunas líneas ferroviarias urbanas se construyen con un  gálibo de carga tan grande como el de las líneas ferroviarias principales; otros están construidos para ser más pequeños y tienen túneles que restringen el tamaño y, a veces, la forma de los compartimentos del tren. Un ejemplo es el metro de Londres, que ha adquirido el término informal "tren de tubo" debido a la forma cilíndrica de su cabina.
En algunas ciudades, las redes de ferrocarril suburbano consisten en líneas que operan diferentes tamaños y tipos de vehículos. Aunque estas subredes no suelen estar conectadas por vía, en los casos en que sea necesario, el material rodante con un gálibo de carga más pequeño de una subred puede transportarse a lo largo de otras líneas que utilizan trenes más grandes.
En ocasiones se emplea rodadura neumática para trayectos accidentados o en pendiente continua, caso de 10 de las 12 líneas del Metro de la Ciudad de México, o de algunas del metro de París.

### Vías
La mayoría de los sistemas de tránsito rápido utilizan vías férreas convencionales de ancho estándar. Dado que las vías de los túneles subterráneos no están expuestas a la lluvia , la nieve u otras formas de precipitación , a menudo se fijan directamente al suelo en lugar de descansar sobre balasto , como las vías de tren normales.

### Fuerza motriz
Aunque inicialmente los trenes de lo que ahora es el metro de Londres fueron tirados por  máquinas de vapor, prácticamente todos los trenes de metro, tanto ahora como históricamente, usan energía eléctrica y están construidos para funcionar como unidades múltiples. La energía de los trenes, conocida como energía de tracción, generalmente toma una de dos formas: una línea aérea , suspendida de postes o torres a lo largo de la vía o de estructuras o techos de túneles, o un tercer riel montado al nivel de la vía y en contacto con un cable deslizante.
La práctica de enviar energía a través de rieles en el suelo se debe principalmente al espacio libre superior limitado de los túneles, lo que impide físicamente el uso decables aéreos. El uso de cables aéreos permite utilizar voltajes de suministro de energía más altos. Aunque es más probable que los cables aéreos se utilicen en sistemas de metro sin muchos túneles, un ejemplo de los cuales es el Metro de Shanghái, los cables aéreos se emplean en algunos sistemas que son predominantemente subterráneos, como en Barcelona, Fukuoka, Hong Kong, Madrid y Shijiazhuang. Tanto los sistemas de cables aéreos como los de tercer riel generalmente usan los rieles como conductor de retorno, pero algunos sistemas usan un cuarto riel separado para este propósito. Hay líneas de tránsito que hacen uso tanto del ferrocarril como de la energía aérea, con vehículos que pueden cambiar entre los dos, como la  Línea Azul en Boston.

### Túneles
Los túneles subterráneos alejan el tráfico del nivel de la calle, evitando retrasos causados por la congestión del tráfico y dejando más terreno disponible para edificios y otros usos. En áreas de altos precios del suelo y uso denso del mismo, los túneles pueden ser la única ruta económica para el transporte masivo. Los túneles de corte y cubierta se construyen excavando las calles de la ciudad, que luego se reconstruyen sobre el túnel; alternativamente, las máquinas perforadoras de túneles se pueden usar para excavar túneles profundos que se encuentran más abajo en el lecho rocoso. [28]
La construcción de un metro subterráneo es un proyecto costoso y, a menudo, se lleva a cabo durante varios años. Hay varios métodos diferentes para construir líneas subterráneas.
- En un método común, conocido como cortar y cubrir , se excavan las calles de la ciudad y se construye en la zanja una estructura de túnel lo suficientemente fuerte para soportar el camino de arriba, que luego se rellena y se reconstruye el camino. Este método a menudo implica una amplia reubicación de los servicios públicos que normalmente se entierran no muy por debajo del nivel de la calle, en particular, el cableado eléctrico y telefónico, las tuberías principales de agua y gas y las alcantarillas.
- Otro tipo habitual de método de tunelización se denomina tunelización perforada. Aquí, la construcción comienza con un eje vertical desde el cual se excavan túneles horizontalmente, a menudo con un escudo de túneles , evitando así casi cualquier perturbación de las calles, los edificios y los servicios públicos existentes. Pero los problemas con el agua subterránea son más probables, y la excavación de túneles a través del lecho rocoso nativo puede requerir voladuras.
- Otras líneas se construyeron con corte y cobertura y desde entonces han sido equipadas con trenes con aire acondicionado.

El sistema de metro más profundo del mundo se construyó en San Petersburgo, Rusia, donde en la zona pantanosa, el suelo estable comienza a más de 50 metros (160 pies) de profundidad.

### Ferrocarriles elevados
Los ferrocarriles elevados son una forma más económica y fácil de construir un derecho de paso exclusivo sin excavar túneles costosos ni crear barreras. Además de los ferrocarriles a nivel de la calle, también pueden ser la única otra alternativa factible debido a consideraciones tales como un nivel freático alto cerca de la superficie de la ciudad que aumenta el costo o incluso impide los ferrocarriles subterráneos (por ejemplo, Miami ). Las guías elevadas eran populares a principios del siglo XX, pero cayeron en desgracia; volvieron a ponerse de moda en el último cuarto de siglo, a menudo en combinación con sistemas sin conducto. En el metro de Santiago de Chile, partes de la línea 2 (inaugurada en 1978); línea 5 (inaugurada en 1997); línea 4 (inaugurada en 2005-06); y ampliación de línea 5 (inaugurada en 2011), tienen vías elevadas.

### Variaciones
Sin embargo no todas las ciudades del mundo pueden contar con este tipo de transporte, en ciudades con suelo débil (falto de consistencia) y situadas en zonas sísmicas su costo se elevaría casi un 300 % de lo que costaría construir este en otra ciudad. El caso del metro de Sevilla, por encontrarse el nivel freático demasiado alto además del tipo de terreno marismeño, también supuso una dificultad técnica añadida.
Aunque existen ferrocarriles urbanos cuyo trayecto transcurre total o parcialmente en la superficie, como el de Maracaibo, el concepto de «metro» se asocia generalmente a ferrocarril subterráneo, solución que fueron progresivamente adoptando las ciudades que no la habían adoptado originalmente, debido a varios motivos, entre los que pueden estar la superioridad en el orden de la calidad estética y ambiental del trazado subterráneo, así como la falta de terreno disponible o la carestía del suelo en las grandes ciudades.
Cuando el metropolitano circula a cielo abierto, generalmente se colocan las vías sobre plataformas metálicas o de hormigón elevadas unos cuatro o cinco metros del suelo, de forma que el metro no interfiera con el tráfico de las calles. No obstante, su ruido puede resultar molesto para los vecinos, así que en algunas ciudades, como en São Paulo, se instalaron barreras acústicas para reducir el ruido ocasionado por el movimiento de los trenes. En otras, como en Santiago de Chile o París, los trenes que circulan por las líneas de metro que transcurren parcialmente a cielo abierto están dotados de coches con rodadura férrea o de acero, lo que confiere un silencio y confort de marcha considerables.[cita requerida] En otras, como Praga, o la línea 2 del Metro de São Paulo el trayecto sobre la superficie se realiza dentro de tubos elevados.
A partir de la electrificación de los ferrocarriles, el metro se ha convertido en un medio de transporte eléctrico en todo el mundo. En algunos casos la corriente es conducida por unas catenarias por encima del tren (a veces rígida, como en Madrid, más eficientes) y, en otros, existen vías especiales destinadas a esta tarea en los laterales del trayecto (como es el caso, por ejemplo, de los metros de Londres o de Santiago).
En los últimos años los operadores de sistemas de ferrocarril metropolitano se han lanzado a la construcción y explotación de líneas de metro ligero, que por sus peculiares características de construcción y explotación se consideran independientes de las líneas convencionales.

## Sistemas de control

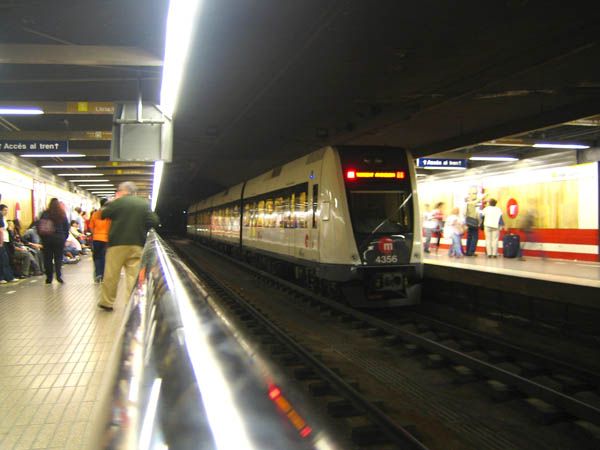
Línea 1 de MetroValencia con sistema ATO.

Las redes de metro tienen una gran frecuencia que obliga a instalar complejos sistemas de control con los que se busca entre otros objetivos:
- Garantizar la seguridad de las líneas
- Organizar la circulación

Los sistemas de protección y control más frecuentes son:
- Protección puntual: el tren controla diversos aspectos (como no superar una determinada velocidad o que las señales siguientes no se encuentren en rojo) al pasar por una baliza
  - Sistema FAP
- Protección continua: el tren se encuentra en comunicación permanente con los sistemas situados en la vía, que le informan continuamente de las condiciones de la vía por delante del tren
  - Sistema ATP
- Conducción automática: el tren es capaz de mantener la marcha por sí mismo, y de acelerar y frenar cuando es necesario para mantener el itinerario, bajo la vigilancia de un conductor. Normalmente el sistema se utiliza simultáneamente a un sistema de protección.
  - Sistema ATO
- Circulación sin conductor: en la actualidad muchas líneas son capaces de circular en servicio normal sin conductor.
  - Lista de trenes y sistemas sin conductor

Se pueden utilizar varios sistemas al mismo tiempo. Por ejemplo, los metros que circulan con un sistema ATO de conducción automática suelen estar protegidos continuamente por un sistema ATP.

### Anexos al artículo
- Anexo: Sistemas de metro
- Evasión masiva
- Anexo:Metros en España

### Otros medios de transporte de gran capacidad
- Autobús de tránsito rápido
- Monorraíl
- Transrapid
- Tren de cercanías
- Tren ligero
- Tranvía

### Transporte público
- Transporte público
- Transporte ferroviario urbano
- Terminología de transporte ferroviario de pasajeros